# Gare de Marcheprime
La gare de Marcheprime est une gare ferroviaire française de la ligne de Bordeaux-Saint-Jean à Irun, située sur le territoire de la commune de Marcheprime, dans le département de la Gironde, en région Nouvelle-Aquitaine.
C'est aujourd'hui une gare de la Société nationale des chemins de fer français (SNCF), desservie par des trains express régionaux TER Nouvelle-Aquitaine.

## Situation ferroviaire
Établie à 54 m d'altitude, la gare de Marcheprime est située au point kilométrique (PK) 28,640 de la ligne de Bordeaux-Saint-Jean à Irun entre les gares ouvertes de Gazinet-Cestas et Facture-Biganos. Entre Marcheprime et Facture-Biganos se trouvait l'ancienne gare de Canauley au PK 34,800, aujourd'hui désaffectée.

## Histoire

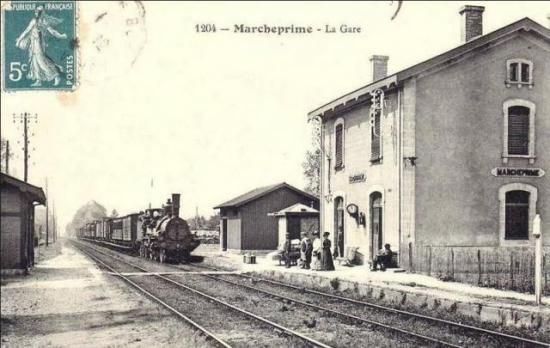
La gare vers 1900.

## Fréquentation
De 2015 à 2023, selon les estimations de la SNCF, la fréquentation annuelle de la gare s'élève aux nombres indiqués dans le tableau ci-dessous.
| Année                     | 2015    | 2016    | 2017    | 2018    | 2019    | 2020    | 2021    | 2022    | 2023    |
| ------------------------- | ------- | ------- | ------- | ------- | ------- | ------- | ------- | ------- | ------- |
| Voyageurs seuls           | 312 999 | 315 771 | 351 444 | 374 402 | 449 948 | 330 018 | 398 165 | 524 066 | 568 206 |
| Voyageurs + non voyageurs | 326 040 | 328 928 | 366 087 | 390 002 | 468 696 | 343 769 | 414 755 | 545 902 | 591 881 |

## Service voyageurs

### Accueil
Gare SNCF, elle est équipée d'un bâtiment voyageurs muni de guichets ouverts tous les jours sauf les week-ends, d'automates pour l'achat de titres de transport TER ainsi que d'abris de quais.

### Desserte

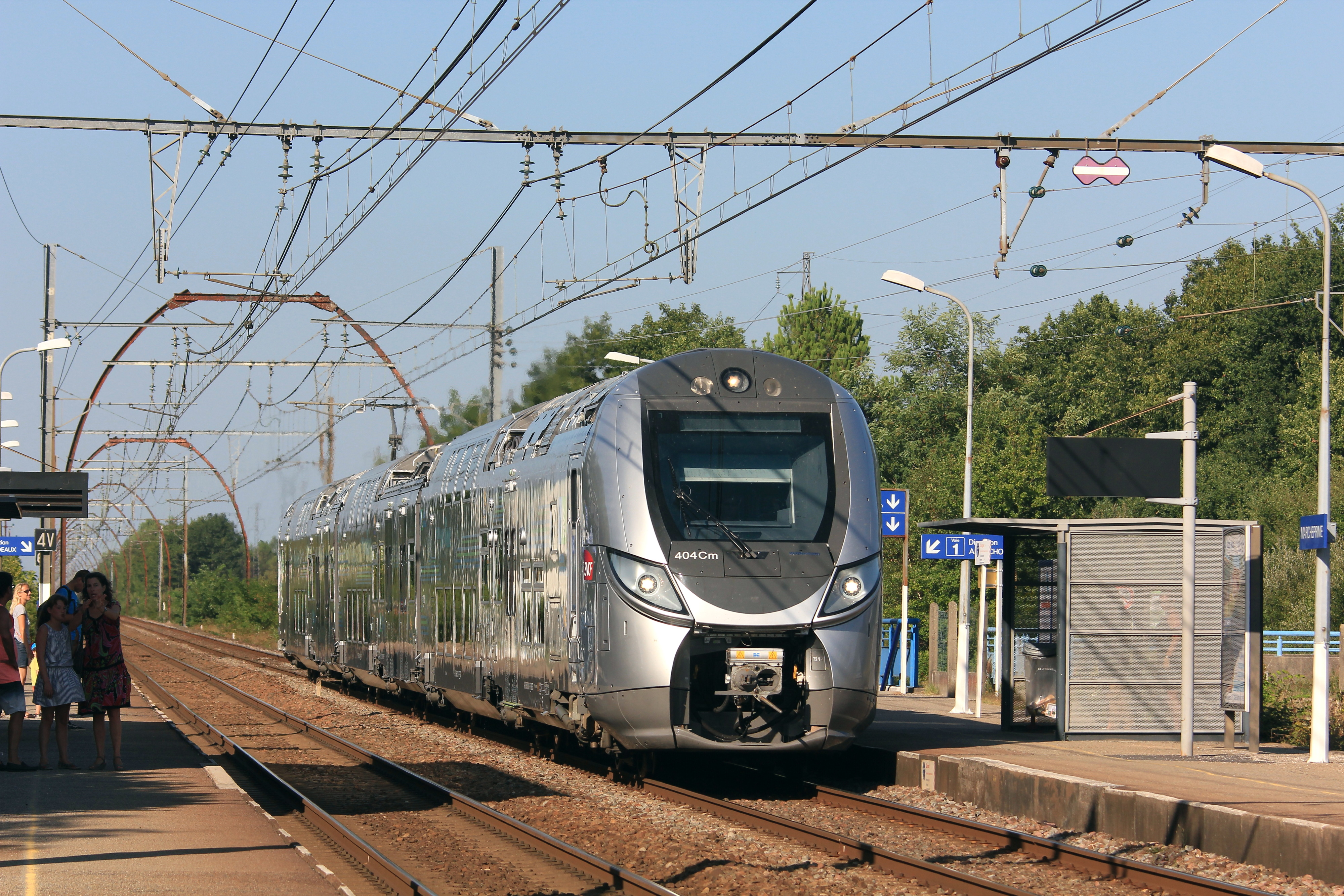
Régio2N à destination d'Arcachon s'apprêtant à desservir la gare.

Marcheprime est desservie par les trains TER Nouvelle-Aquitaine qui effectuent des missions entre Bordeaux-Saint-Jean et Arcachon.

### Intermodalité
Un parking pour les véhicules ainsi que pour les vélos y est aménagé.
Elle est desservie par des bus des lignes 5, 8, 9 et 10 du réseau Alégo (géré par la Communauté d'agglomération du Bassin d'Arcachon Nord).